# Zeesterren (RTL)
Zeesterren is een Nederlands televisieprogramma dat vanaf 4 januari 2016 werd uitgezonden bij RTL 4. Het programma werd gepresenteerd door Irene Moors. In het programma gaan tien bekende Nederlanders de strijd met elkaar aan, in en op het water. Dit gebeurde in twee teams die onder leiding stonden van teamleiders Jamai Loman en Gerard Joling. De onderdelen als flyboarden en jetskiën werden afgewisseld met grappige spellen waarbij alles draaide om samenwerking, tactiek en uithoudingsvermogen. Alles gebeurde onder het toeziend oog van scheidsrechters Maik de Boer en Mari van de Ven.
Zeesterren werd gezien als een nieuwe variant van Sterrenslag.

## Deelnemers
| Team Gerard (Blauw)  | Team Jamai (Rood)                                        |
| -------------------- | -------------------------------------------------------- |
| Danny de Munk        | Dirk Zeelenberg                                          |
| Anouk Smulders       | Josje Huisman                                            |
| Leontien van Moorsel | Everon Jackson Hooi                                      |
| Rintje Ritsma        | Barbara Barend                                           |
| Toprak Yalçiner      | Victor Reinier                                           |
|                      | Sjors van der Panne (finale, vervanging Dirk Zeelenberg) |